# Dacis
Els dacis (llatí Dacī, grec Dákai) foren els antics habitants de Dàcia (que correspon a l'actual Romania) i d'algunes parts de Mèsia al sud-est d'Europa.
Parlaven el daci, el qual no s'ha identificat amb certesa, però té vincles amb el traci, l'albanés i altres llengües balcàniques. La primera vegada que se'ls esmenta és en les fonts romanes, però de manera unànime els autors clàssics consideren els dacis una branca dels getes, un poble traci conegut des de la Grècia antiga pels escrits. Estrabó detallà que els dacis eren els getes que vivien a l'àrea de la conca pannònica i a Transsilvània, mentre que els getes gravitaven a la costa de la mar Negra, a Escítia Menor.
Dàcia estava delimitada al sud pel Danubi (llavors anomenat Istros) i també pels Balcans (llavors Hemus); incloïa així la regió de Dobrudja, habitada pels getes i on entraren en contacte amb el món grec; a l'est, per la mar Negra (llavors Pontus Euxinus) i pel riu Dnièster (Tyra), encara que hi havia molts llogarets dacis entre el Dnièster i el riu Bug del Sud; i a l'oest, pel riu Tisza (Tisi), tot i que a voltes també s'incloïen àrees dàcies entre aquest riu i el Danubi mitjà. Correspon, per tant, als estats actuals de Romania i Moldàvia i petites parts dels de Bulgària, Sèrbia, Hongria i Ucraïna.
Entre els anys 82 ae i la conquesta romana del 106 de, hi hagué un regne daci d'extensió variable. La seua capital, Sarmizegetusa, fou destruïda pels romans però la nova ciutat que aquests fundaren per dirigir la província en prengué part del nom (Ulpia Traiana Augusta Dacica Sarmizegetusa).

## Població

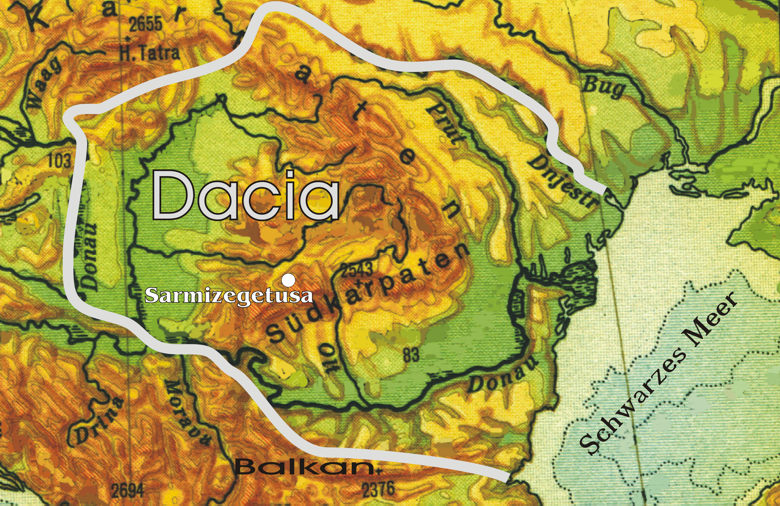
Dacia

Estava poblada per getes o dacis i les tribus Tyra i teuriscs, suposadament d'ètnia tràcia. Tucídides diu que ja hi vivien a mitjan s. VI ae, durant l'expedició de Darios I el Gran, i més tard seguiren Sitalces com a cap de la confederació tribal tràcia dels odrisis.
Els dacis o getes pertanyien a la família iliriotràcia. Les tribus dàcies tenien relacions pacífiques i bel·licoses amb els altres pobles veïns, com els celtes, els antics germànics, els sàrmates i els escites, però estigueren molt més influenciats pels antics grecs i romans. Aquests darrers conquistaren i assimilaren lingüísticament i cultural els dacis.
La seua població era al voltant de 2.000.000 habitants, càlcul donat per fonts contemporànies sobre els 200.000 efectius reunits en la mobilització total del seu exèrcit. Normalment, el nombre de tropes equival a un 1/10 del total de la població.

## Religió
La religió dels dacis tenia una certa influència de l'hel·lènica. Així, tenia tot un panteó de déus que s'identificaven amb algun element del medi natural. Zamolxys era el déu suprem i de tota la terra; era, a més, la divinitat dels vius i els morts, del món subterrani i de la vida després de la mort. Gebeleizis era el déu del foc, de la guerra i de la pluja, i es pensa que és l'homòleg del déu nòrdic Thor. Derzis era el déu de la salut. Bendis era la dea del camp, vinculada a la màgia, a l'amor i a la maternitat. I la dea Kotys era la reina mare de la mitologia dàcia.

## Període macedoni
Durant l'expedició de Filip II de Macedònia a Tràcia, aquests ocupaven les regions entre el Danubi i els Balcans. Havien estat desplaçats recentment per Kelt, que devia ser un poble cèltic, i ells havien expulsat els getes a l'altre costat del riu. Alexandre el Gran, el 335 ae, trobà els getes a l'altre costat de l'Ister, amb uns deu mil guerrers i quatre mil cavallers. Alexandre creuà el riu de nit i per sorpresa, derrotà els getes i en conquistà la capital.

## Lisímac de Tràcia
El 292 ae, Lisímac de Tràcia, en una guerra contra els getes, entrà al cor del país, però a les planes de Bessaràbia li tallaren la retirada i s'hagué de rendir. Lisímac conservà la vida i la llibertat per la generositat del rei Dromíketes, que obtingué un botí important del saqueig del campament grec i del rescat dels presoners (als anys 1545 i 1566 es trobaren dipòsits de monedes a Thorda).

## Celtes
Durant la invasió dels gals (celtes), els getes hi guerrejaren, però foren derrotats i milers de getes foren venuts com a esclaus a Atenes (en aquesta època es documenten molts esclaus amb els noms de Geta, Dacus o Davus). Després, sembla que els getes desapareixen i sorgeixen els dacis.

## Regnat de Burebista

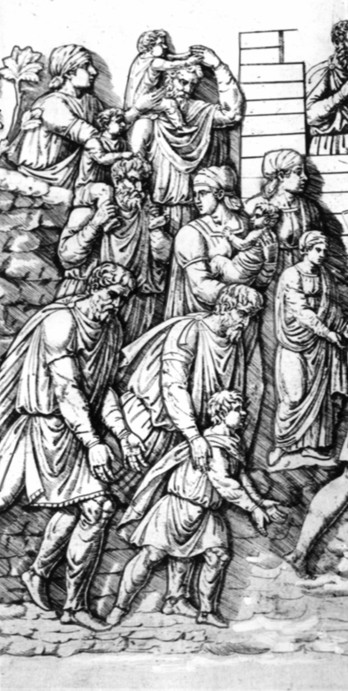
Imatge del poble baix daci, que rebia el nom de "comati"

No és clar perquè passaren d'anomenar-se getes a dacis. Estrabó diu que eren dos pobles diferents i que els getes vivien a la vora de l'Euxí i els dacis a la part occidental, a les fonts de l'Ister. Al s. I ae, els romans anomenaven la regió Dàcia i tot fa pensar que eren un sol poble en què la tribu de dacis havia aconseguit l'hegemonia i la dels getes l'havia perduda.
El príncep nadiu Burebista, però, contemporani de Juli Cèsar, és anomenat rei dels getes. Aquest rei travessà l'Ister, atacà els bois i tauriscis i els exterminà, i els getes esporuguiren als romans. El 10 ae, August envià a Lèntul contra ells, que llavors estaven dirigits per Cotis. Els romans sembla que avançaren per la vall del Maros, però l'expedició no tingué ressò.

## Getes, dacis i romans
En aquest període, els dacis s'enfrontaren sovint amb els romans sense resultats decisius per cap de les dues parts, fins que els dacis, amb el rei Decèbal, derrotaren l'emperador Domicià i l'obligaren a negociar la pau en condicions desfavorables, inclòs el pagament d'un tribut anual a Dàcia (vegeu Decèbal).
Els romanos en prepararen la revenja, que dugué a terme Trajà: el 101 isqué de Roma, passà per Pannònia, travessà el Theiss i eguí el riuo Maros fins a Transsilvània. La primera gran batalla contra els dacis fou prop de Thorda, en un indret que encara ara es diu Prat de Trajà. Decèbal renegocià les condicions de pau al 104, però esdevingué tributari de Roma, i s'establí una guarnició romana a la capital, Sarmizegetusa, dirigida por Longinus. Trajà prengué el títol de "Daci".

## Decèbal
Decèbal aprofità la pau per a rearmar-se. Atacà els iazigues, que eran aliats dels romans; rebé desertors romans i, finalment, arrestà Longinus i feu saber que no l'alliberaria fins a l'evacuació romana del país i la compensació per les despeses militars. Longinus s'enverinà i el senat romà declarà la guerra a Decèbal.
Durant aquesta Segona guerra dàcia (105), Trajà creuà el Danubi per la Porta de Ferro, on feu construir el cèlebre pont surant (començat al 103), i dirigí una part de l'exèrcit a Alud, mentre en dirigia la resta per la vall de l'Orsova i marxava contra la capital de Decèbal, Sarmizegetusa, que els dacis no pogueren defensar i incendiaren abans de fugir a la muntanya. Decèbal i altres nobles se suïcidaren per evitar caure en poder dels romans (segons altres versions, fou capturat, i altres afirmen que escapà i finalment fou atrapat i mort). Trajà entrà a la capital el 106.

## Conquesta romana

La Dàcia romana

La Dàcia esdevingué provincia romana al 107 (Dàcia Trajana o simplement Dàcia), amb uns límits definits: a l'oest, el riu Tysia (Thissa), que separava el país del dels iazigues metanastes; al nord, els Carpats; a l'est, el Hierasus fins a la confluència amb l'Ister, i al sud restava separada de Mèsia pel Danubi.
El pont construït a la Porta de Ferro assegurava la comunicació amb les terres del sud, però fou destruït per ordre d'Aurelià el 271 per prevenir les incursions dels bàrbars a Tràcia. També s'hi feren calçades, fonamentalment tres, connectades amb la via Trajana, que passava pel sud del Danubi. El 108 es fundà la nova capital de la província romana, Ulpia Traiana Augusta Dacia Sarmizegetusa, prop de l'antiga capital dels dacis.

## Província romana

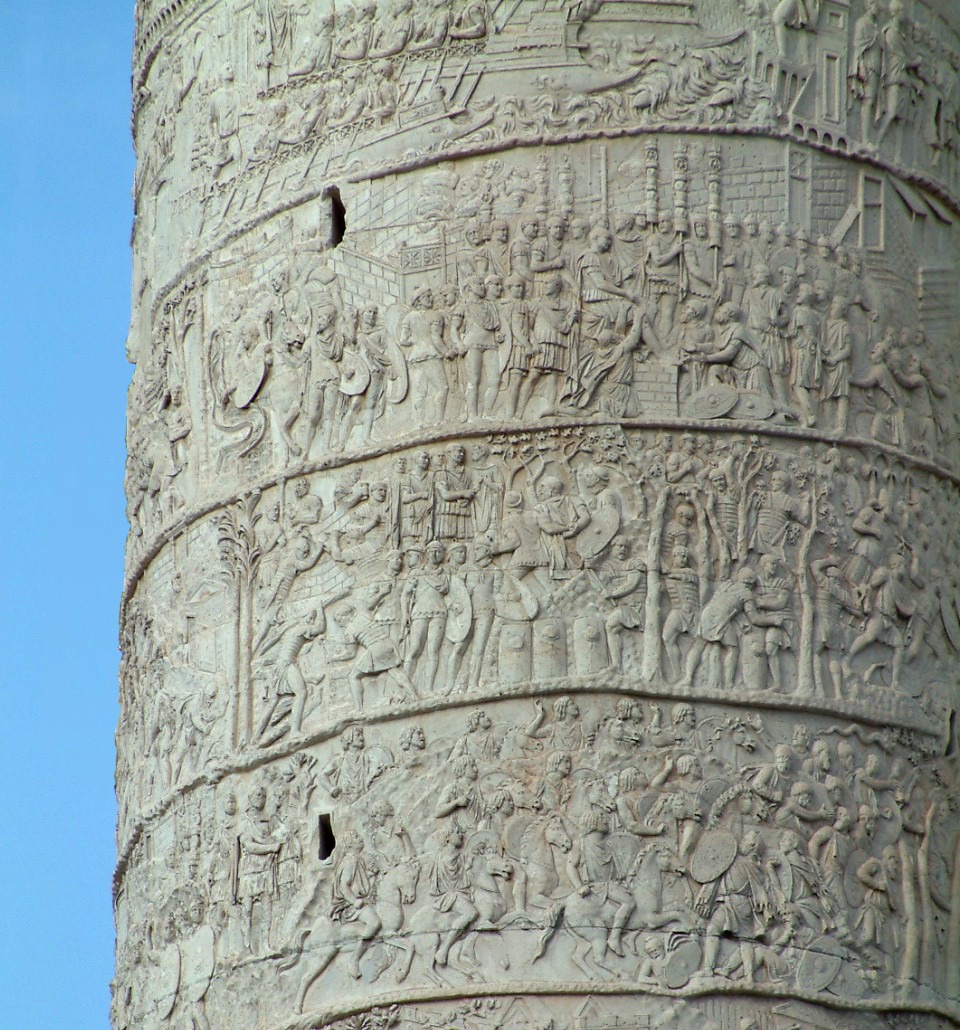
Relleus de la Columna de Trajà

La província de Dàcia fou poblada amb romans de moltes procedències (la llegenda diu que Trajà feu matar tots els homes del país, però se sap que en moltes regions encara vivien dacis durant l'ocupació romana). La nova província era consular administrada per llegats. Es deixaren dues legions al país.
El 129 els romans la dividiren en dues parts: Dàcia Inferior i Dàcia Superior. Marc Aureli (161-180) la dividí en tres províncies: Dacia Porolissensis (per la ciutat de Porolissum), Dacia Apulensis (per la ciutat d'Apulum) i Dacia Malvensis (per la ciutat -desconeguda- de Malva), amb una capital i una assemblea comunes, però cadascuna amb un procurador, subordinat a un governador de rang consular (procònsol).
Entre 180 i 190 el governador Sabinianus aconseguí la llibertat de dotze mil esclaus dacis de tot l'Imperi Romà i els restablí en terres del país d'on havien eixit els seus iaios o besavis cent anys abans.
Dàcia romangué sota Roma fins al regnat d'Aurelià (270-275), que el 271 n'ordenà la retirada a l'altra banda del Danubi, i deixà Dàcia als gots. Els colons romans es reinstal·laren al sud del riu, entre l'alta i la baixa Mèsia, en un districte anomenat Dacia Aureliana, que després es dividí en dues províncies: la Dacia Ripensis (a la vora del Danubi, amb capital a Retiaria) i la Dàcia Mediterrània (amb capital a Sàrdica), que, amb tres províncies més formaren la diòcesi de Dàcia.
Las relacions comercials entre les dues ribes del riu continuaren i el llatí en subsistia al nord. Tot i que la difusió del cristianisme afavorí els contactes i la continuïtat cultural, amb els gots la civilització romana i, en particular, la vida urbana, desaparegueren. Ulpia Traiana Sarmizegetusa, abans una ciutat romana amb els elements habituals (teatre, banys, fòrum), estava deshabitada el 279.

## Dàcia després dels romans

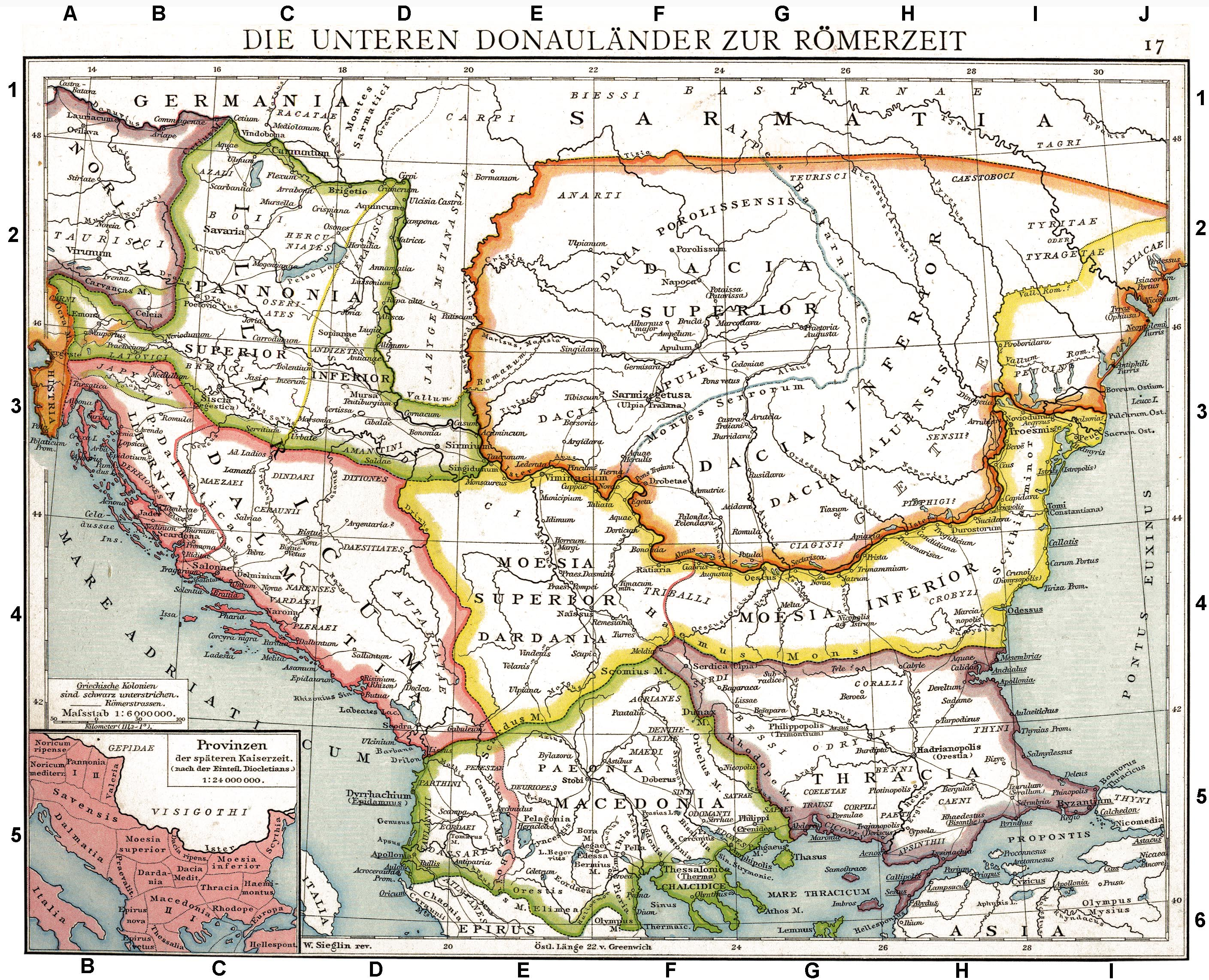
Mapa de Dàcia i dels Balcans, 1886

Victufals, taifals i teruings són les tribus que posseïren l'abandonada província romana de Dàcia al 350. Les troballes arqueològiques suggereixen que els gèpides es disputaven Transsilvània amb taifals i teruings. Els taifals, ja independents de Gothia, es federaren amb els romans, de qui obtingueren el dret d'instal·lar-se a Oltenia.
El 376 la regió fou conquerida pels huns, que la mantingueren fins a la mort d'Àtila el 453. Els gèpides, dirigits per Ardaric, hi erigí el regne, que subsistí fins que el 566 el destruïren els longobards. Aquests abandonaren el país i hi arribaren els àvars (segona meitat del s. VI), que dominaren la regió durant 230 anys, fins que foren arrasats per Carlomany al 791.
Alhora, començaren a arribar-hi eslaus, que s'hi establien pacíficament. Eren considerats la classe baixa i servil que treballava la terra. A poc a poc s'establiren en tot el territori i es fusionaren amb altres grups que habitaven la regió, com els celtes, els getes o els romans.
Destruït el regne àvar, el lloc fou ocupat pels magiars (hongaresos), que al segle ix entraren a Dàcia i només hi trobaren llauradors eslavollatins organitzats en clans i sense poder central. Aquests eslaus eren els valacs o vlakhs (ells s'anomenaven rumunii) i eren una barreja de pobles (celtes, getes, dacis i eslaus) romanitzats que havien estat vivint a les muntanyes o a llocs allunyats però amb predomini dels eslaus. El segle x els valacs ja eren sotmesos a Hongria.
El 976 el príncep búlgar David fou assassinat per un valac. L'Imperi Búlgar va caure en poder de l'Imperi Romà d'Orient el 1019, i els valacs es feren aliats dels romans d'Orient i els serviren a l'exèrcit, però durant el segle xi les incursions dels petxenegs (finalment establerts al nord-est de Bulgària) provocaren l'emigració de molts de valacs i sobretot dels dacoromanesos del sud del Danubi. Les guerres amb Hongria i les incursions dels uzes, una tribu turca, cap al 1100, afavoriren aquesta migració.
Aquests emigrants es van dividir: uns cap a l'oest, on van originar les comunitats aromaneses de Dalmàcia (morlacs, que vol dir ‘valacs negres’) i Ístria (istroromanesos); altres cap al sud, on van originar els aromanesos que viuen avui a Grècia, Bulgària, Macedònia i Albània, països on van originar les branques dels kutzovalacs (Grècia), els aromanesos de Bulgària, els txobans o farserotes a Albània, i els meglenoromanesos. A Sèrbia els aromanesos van originar comunitats de cultura comuna conegudes avui pel nom de tsintsars. Els que van emigrar al nord van originar el dacoromanesos (els romanesos actuals); els macedoromanesos (aromanesos de Romania) són probablement emigrants posteriors.

## Llista de reis de Dàcia
| - Moskon? segle iv aC - Dromiketes cap a 300 ae - Rubobostes s. III ae - Orol? s. III ae - Rhemaxos? cap a 200 ae - DICOM? s. II ae - Rholes? s. II ae - Dapyx? s. II ae | - Tymarcus cap a 100 ae - Guichthlac cap a 100-82 ae - Berebista 82-44 ae - Comosicus 44-28 ae - No registrats 28 ae a 68 de - Duras 68-87 ae - Decèbal el Valent 87-106 de - Annexió a Roma 106 de, província organitzada 107 de |

## Geografia de Dàcia

### Ciutats de Dàcia
Algunes ciutats i fortaleses de Dàcia en l'antiguitat:
| - Acidava - Acmonia - Ad Aquas - Ad Pannonios - Agnavae - Aluta - Amutria - Angustia - Apula - Arcidava - Arcinna - Arcobadara - Arutela - Azizis - Bersovia - Blandiana - Brucla - Burridava - Caput Bubali - Carsidava - Castra Nova - Castra Trajana - Cedonie - Centum Puteae - Cersie - Comidava | - Docidava - Drubetis - Gaganae - Germizera - Hydata (Hudata) - Langiana - Lizizis - Marcodava - Maros Vasarheli - Masclianae - Mehadia (Ad Mediam) - Napoca - Nentidava - Optatiana - Paloda - Parolissum - Patavissa - Patridava - Pelendova - Petrodava - Phrateria - Pinum - Pirum - Pons Aluti - Pons Vetus | - Praetoria Augusta - Praetorium - Rhamidava - Romula - Rucconium - Rusidava - Salinae - Sandava - Sarmizegetusa - Sornum - Stenarum - Thorda - Tiasum - Tierna - Tiriscum - Tiviscum (Temesvar) - Triphulum - Ulpianum - Utidava - Viminàcium - Zeugma - Ziridava - Zurobara - Zusidava |

### Rius de Dàcia
D'oest a est, els afluents del Danubi que irradien Dàcia, tenien aquests noms:
- Tisianus o Tysia, amb els afluents Gerasus o Grissia i Marisus
- Tibiscus
- Gifil
- Alutas
- Hierasus (probablement, el riu que anomena Heròdot com Poras o Poretos)